# Sennajaplein
Sennajaplein of Sennaja Plosjtsjad (Russisch Сенна́я Пло́щадь, letterlijk: Hooiplein, ook Vredesplein (Plosjtsjad Mira) genoemd) is een in het centrum van Sint-Petersburg gelegen plein, op het kruispunt van de Moskovski Prospekt en Sadovajastraat.
In 1952 werd het plein omgedoopt tot Vredesplein maar sinds juli 1992 wordt de oorspronkelijke naam weer gebruikt. Omdat meerdere openbaarvervoerslijnen elkaar hier kruisen, wordt dit ook "de schoot van Sint-Petersburg" genoemd. Beeldbepalend gebouw in de omgeving was de Verlosserkerk, die in 1961 is opgeblazen voor de bouw van het metrostation Sennaja plosjtsjad. Twee andere metrostations die op het plein uitkomen zijn Sadovaja en Spasskaja.
Op het plein komen uit:
- Sadovajastraat
- Efimovastraat
- Moskovski Prospect
- Brinkolaan
- Grivtsovalaan
- Spassky pereulok